# Bayerska alperna
Bayerska alperna (tyska: Bayerische Alpen eller Bayrische Alpen) är en bergskedja i Österrike (Tyrolen) och Tyskland (Bayern). Den ligger i den västra delen av Österrike och södra delen av Tyskland, 400 kilometer väster om Wien.